# Kathleen Turner
Mary Kathleen Turner (sinh ngày 19 tháng 6 năm 1954) là một diễn viên điện ảnh Mỹ. Turner được công chúng chú ý từ bộ phim Body Heat (Hơi nóng cơ thể, năm 1981).

## Danh mục phim
| Năm  | Tên phim                   | Vai diễn                       | Ghi chú |
| ---- | -------------------------- | ------------------------------ | --- |
| 1981 | Body Heat                  | Matty Walker                   | Nominated — BAFTA Award for Best Newcomer Nominated — Golden Globe Award for New Star of the Year – Actress |
| 1983 | The Man with Two Brains    | Dolores Benedict               | |
| 1984 | Romancing the Stone        | Joan Wilder                    | Golden Globe Award for Best Actress – Motion Picture Musical or Comedy Los Angeles Film Critics Association Award for Best Actress (also for Crimes of Passion) 1st Runner Up — National Society of Film Critics Award for Best Actress |
| 1984 | A Breed Apart              | Stella Clayton                 | |
| 1984 | Crimes of Passion          | Joanna Crane / China Blue      | Los Angeles Film Critics Association Award for Best Actress (also for Romancing the Stone) Sant Jordi Award for Best Foreign Actress |
| 1985 | Prizzi's Honor             | Irene Walker                   | Golden Globe Award for Best Actress – Motion Picture Musical or Comedy Sant Jordi Award for Best Foreign Actress |
| 1985 | The Jewel of the Nile      | Joan Wilder                    | |
| 1986 | Peggy Sue Got Married      | Peggy Sue                      | National Board of Review Award for Best Actress 1st Runner Up — National Society of Film Critics Award for Best Actress 1st Runner Up — New York Film Critics Circle Award for Best Actress Nominated — Academy Award for Best Actress Nominated — Golden Globe Award for Best Actress – Motion Picture Musical or Comedy Nominated — Saturn Award for Best Actress |
| 1987 | Julia and Julia            | Julia                          | |
| 1987 | Switching Channels         | Christy Colleran               | |
| 1988 | Who Framed Roger Rabbit    | Jessica Rabbit                 | (voice) |
| 1988 | The Accidental Tourist     | Sarah Leary                    | |
| 1989 | Tummy Trouble              | Jessica Rabbit                 | Voice role |
| 1989 | The War of the Roses       | Barbara Rose                   | Nominated — Golden Globe Award for Best Actress – Motion Picture Musical or Comedy |
| 1990 | Roller Coaster Rabbit      | Jessica Rabbit                 | Voice role |
| 1991 | V.I. Warshawski            | Victoria 'V.I.' Warshawski     | |
| 1993 | Trail Mix-Up               | Jessica Rabbit                 | Voice role |
| 1993 | Naked in New York          | Dana Coles                     | |
| 1993 | Undercover Blues           | Jane Blue                      | |
| 1993 | House of Cards             | Ruth Matthews                  | |
| 1994 | Serial Mom                 | Beverly R. Sutphin             | Nominated — Chlotrudis Award for Best Actress |
| 1994 | The Simpsons               | Stacy Lavelle                  | Voice role; 1 episode |
| 1995 | Moonlight and Valentino    | Alberta Trager                 | |
| 1995 | Friends at Last            | Fanny Connelyn                 | Television film |
| 1997 | Bad Baby                   | Mom                            | Voice role |
| 1997 | A Simple Wish              | Claudia                        | |
| 1997 | The Real Blonde            | Dee Dee Taylor                 | |
| 1999 | Love and Action in Chicago | Middleman                      | |
| 1999 | The Virgin Suicides        | Mrs. Lisbon                    | |
| 1999 | Baby Geniuses              | Elena Kinder                   | |
| 2000 | Cinderella                 | Claudette                      | |
| 2000 | Beautiful                  | Verna Chickle                  | |
| 2000 | Prince of Central Park     | Rebecca Cairn                  | |
| 2000 | King of the Hill           | Miss Liz Strickland            | Voice role; 3 episodes |
| 2001 | Friends                    | Charles Bing/Helena Handbasket | 3 episodes |
| 2006 | Monster House              | Constance                      | Voice role |
| 2006 | Law & Order                | Rebecca Shane                  | 1 episode |
| 2006 | Nip/Tuck                   | Cindy Plumb                    | 1 episode |
| 2008 | Marley & Me                | Ms. Kornblut                   | |
| 2009 | Californication            | Sue Collini                    | 10 episodes |
| 2011 | The Perfect Family         | Eileen Cleary                  | |